# Felix von Vittinghoff-Schell

Das Wappen der Familie von Vittinghoff

Felix Freiherr von Vittinghoff gen. Schell zu Schellenberg (* 3. Oktober 1910 in Weeze; † 13. November 1992 in Goch) war ein deutscher Politiker (CDU).
Vittinghoff entstammte dem alten rheinisch-westfälischen Adelsgeschlecht Vietinghoff aus der Grafschaft Mark mit dem Stammhaus Vittinghoff (heute Bodendenkmal) in Essen-Rellinghausen. Er wuchs auf Schloss Kalbeck auf, für dessen Wiederaufbau nach 1945 er sorgte.
Er machte das Abitur am Collegium Augustinianum Gaesdonck und studierte dann Jura und moderne Sprachen in München, Fribourg und Köln, er schloss als Doktor der Rechtswissenschaften ab. Er war  Kriegsteilnehmer, von 1947 bis 1969 Bürgermeister und 1970 Ehrenbürger von Weeze im Kreis Kleve. Als Abgeordneter der CDU für den Wahlkreis Kleve gehörte er von 1961 bis 1969 dem Deutschen Bundestag an. Außerdem war er Königlich-Niederländischer Honorarkonsul, Oboedienz-Großkreuz-Bailli des Souveränen Malteserordens und Träger des Verdienstkreuzes 1. Klasse (1968) sowie des Großen Verdienstkreuzes der Bundesrepublik Deutschland.
Er war Mitglied der katholischen Studentenverbindung K.St.V. Rheno-Bavaria München im KV.

## Dissertation
- Felix von Vittinghoff: Die völkerrechtliche Stellung der neutralen Vertreter im besetzten Belgien, Gutenberg-Druckerei u. Verl., Köln 1934 (Dissertation).